# Patrik Vidjeskog
Patrik Vidjeskog, född 16 oktober 1964 i Jakobstad, är en finländsk tonsättare. 
Vidjeskog är elev till bland andra Einojuhani Rautavaara och Kalevi Aho. Han är en traditionalist vars tonala eller fritonala, kontrapunktiskt rika tonspråk hittills oftast tagit sig uttryck i det mindre formatet. Han nyttjar i sina kompositioner med förkärlek även mindre vanliga instrument. I hans begränsade produktion märks framförallt Sinfonietta för stråkar (1995, version för kammarorkester 1999), Konsert för bastuba och orkester (1998) samt Symfoni nr 1 (2004).